# Напрямна троса

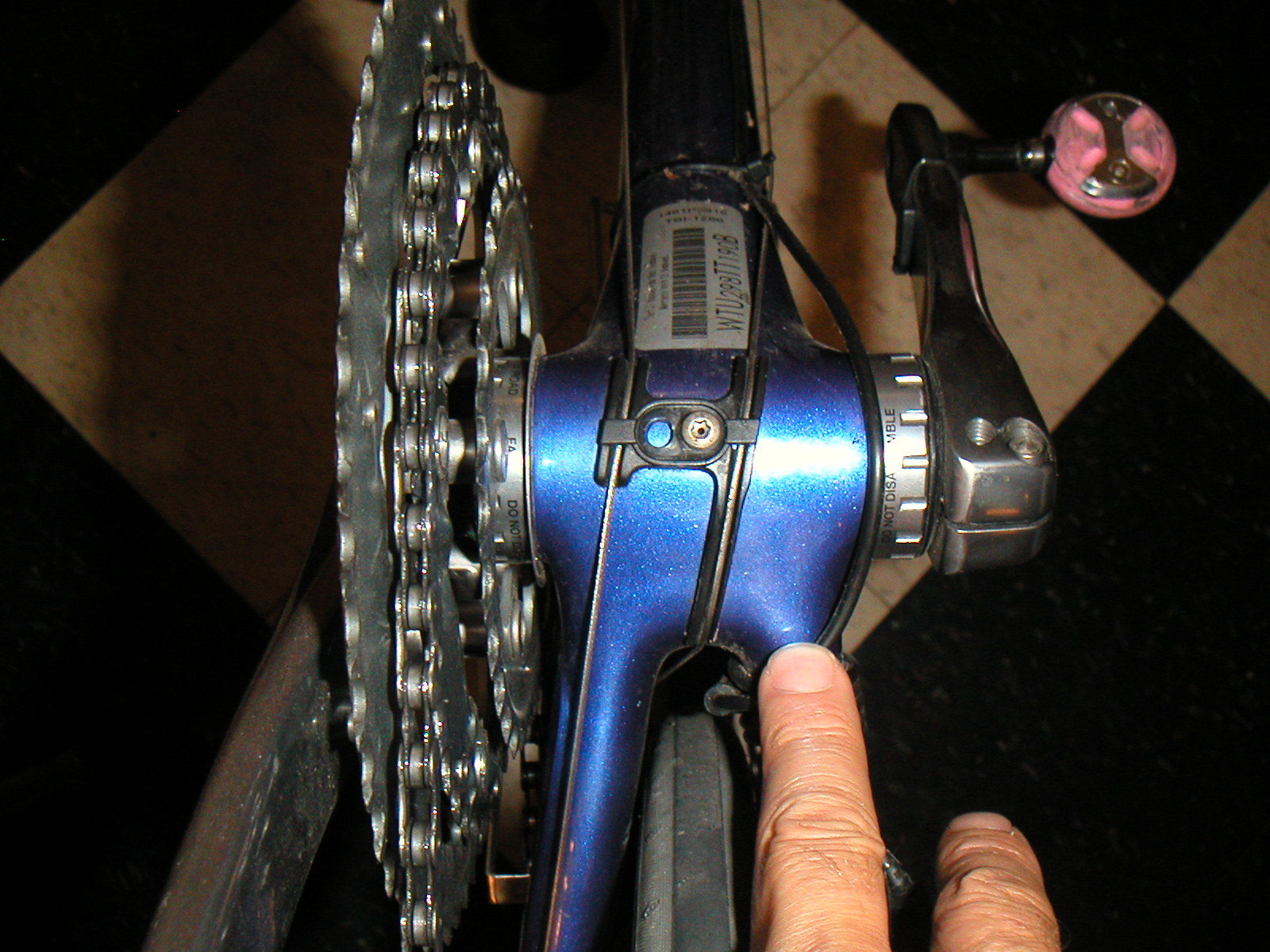
Чорна пластикова напрямна троса на нижній частині кронштейна велосипеда Trek 5000

Напрямна троса — це фітинг або частина велосипедної рами, яка направляє боуден-трос при зміні напряму. Більшість багатошвидкісних велосипедів мають напрямні, щоб троси перемикача проходили через нижній кронштейн. Старі велосипеди з перемикачами використовували напаяні напрямні або напрямні на затискачах трохи вище нижнього кронштейна, але новіші велосипеди мають напрямну під нижнім кронштейном.